# Miltochrista coccineotermen
Miltochrista coccineotermen là một loài bướm đêm thuộc phân họ Arctiinae, họ Erebidae.